# Campeonato Surinamês de Futebol 2012/13
O Campeonato Surinamês de Futebol da temporada 2012/13 foi a 77ª edição da competição. 
A Equipe Inter Moengotapoe foi o campeão, assim garantiu do direito de disputar a Campeonato de Clubes da CFU de 2014.

## Equipes Participantes
- Sport Vereniging Robinhood
- Inter Moengotapoe
- Sport Vereniging Transvaal
- Sport Vereniging Leo Victor
- Voorwaarts
- VV Ajax
- Cicerone
- The Brothers
- Arsenal
- River Plate
- Nacional
- SNL